# مونتگو گلاور
مونتگو گلاور (زاده ۹ فوریه ۱۹۷۴) بازیگر و خواننده آمریکایی است. او برای بازی در موزیکال ممفیس نامزد بهترین بازیگر زن جایزه تونی شده‌است و برای بازیگر برجسته زن برنده جایزه درام دسک شده‌است. او از ۹ سپتامبر ۲۰۱۷ تا ۳۱ مارس ۲۰۱۹، گلاور نقش آنجلیکا شویلر را در بازیگران فیلم پرفروش همیلتون در شیکاگو ایفا کرد.
گلاور در مکون، جورجیا به دنیا آمد و در چاتانوگا، تنسی بزرگ شد. او به مدرسه هنر و علوم چاتانوگا و سپس به دانشگاه ایالتی فلوریدا در تالاهاسی رفت، جایی که با درجه لیسانس هنرهای زیبا در تئاتر موسیقی فارغ‌التحصیل شد. گلوور در گروه‌های کر کلیسا «تا زمانی که یادم می‌آید» خواند.